# Brouwerij Serafijn
Brouwerij Serafijn is een Belgische bierfirma en voormalige microbrouwerij te Itegem, deelgemeente van Heist-op-den-Berg in de provincie Antwerpen.

## Geschiedenis
In 1999 startte hobbybrouwer Achilles Van de Moer de Microbrouwerij Achilles in Itegem. De eerste drie jaar brouwde hij maandelijks ongeveer 10 hl bier van hoge gisting verzameld onder de merknaam Serafijn. De brouwcapaciteit werd uitgebreid tot 100 hl en de installatie werd ook verhuurd aan andere bierfirma's. Zo kon Brouwerij Lupus uit Aarschot er terecht voor hun Wolf.
In 2010 nam deze brouwerij de brouwinstallatie over en liet de microbrouwerij haar bieren brouwen bij De Proefbrouwerij in Hijfte, een dorp bij Lochristi. Naar schatting 20% van de bieren werden geëxporteerd naar Amerika, Italië, Nederland en Engeland.
In augustus 2015 werd de bierfirma herdoopt tot Brouwerij Serafijn en ging deel uitmaken van Caupona bvba. Van de Moer gaf de fakkel door aan Philip Heylighen, zaakvoerder van drankenhandel Prik & Tik van Herselt en Heist-op-den-Berg.

## Bieren
- Serafijn Blond, Donker, Grand Cru, Tripel, Kerstlicht
- Serafijn 6 (voorheen onder de naam Celtic Angel uitgebracht)
- De Liter van Pallieter
- Heksemiebier